# Phlegethon
Der Phlegethon (altgriechisch Φλεγέθων Phlegéthōn, deutsch ‚der Flammende‘), auch Pyriphlegethon, ist neben Styx, Acheron, Lethe und Kokytos ein Fluss in der Unterwelt der griechischen Mythologie und damit auch eine Flussgottheit. Der Phlegethon führt kein Wasser, sondern Flammen, die alles verbrennen und niemals erlöschen. In einigen Darstellungen wird davon gesprochen, dass er kochendes Blut führt.
Laut Platons Phaidon bildet der Pyriphlegethon nahe seiner Quelle einen See inmitten einer Ebene aus Feuer, aus der er glühende Steine und siedenden Schlamm mitführt. Er fließt dann kreisend in die Tiefen der Erde, bevor er sich schließlich in den Tartaros ergießt. Er verläuft nahe dem vom Fluss Acheron gebildeten Acherusischen See, mündet aber nicht in diesen. Die bei vulkanischen Aktivitäten austretende Lava soll aus seinem Flussbett stammen. Andere Mythen erzählen auch davon, dass der Phlegethon die verbannten Seelen im Tartaros heilt beziehungsweise zu Kräften kommen lässt, damit sie die Qualen weiter ertragen können.
In der Göttlichen Komödie ist der Phlegethon ein Fluss aus kochendem Blut in der Hölle, in welchem die Mörder, Kriegstreiber, Plünderer und Tyrannen bestraft werden.